# Акорн
Акорн (Cucurbita pepo var. turbinata) — різновид гарбуза, що культивується в Північній та Центральній Америці. Вирощувався корінними індіанцями ще до прибуття європейців.

## Опис
Стебло колюче, чагарникове або повзуче. Плід невеликий, яйцеподібної або конічної форми з поздовжніми глибокими канавками, завдовжки 20 см, вагою близько 1 кг. Зовні плід темно-зелений, часто з помаранчевою плямою збоку або зверху. Виведені сучасні сорти жовтого, золотистого або білого кольору. М'якоть солодка, жовто-помаранчева. Плоди швидко псуються, зберігаються лише декілька тижнів. Квіти жовтого кольору.

## Використання
Гарбуз Акорн найчастіше запікають, але також можна готувати в мікрохвильовій печі, обсмажувати або готувати на пару. Для солоних рецептів може бути з начинкою з рису, м'яса або суміші овочів. Для солодких страв часто використовують кленовий сироп для заповнення половинок перед випіканням або гарбуз готують в соусі або глазурі для посилення смаку. Насіння гарбуза також можна їсти, як правило, після того, як спочатку їх підсмажити. Гарбуз Акорн можна використовувати для приготування супу з гарбуза.
Цей гарбуз не такий багатий на бета-каротин, як інші зимові гарбузи, але є хорошим джерелом харчових волокон та калію, а також в меншій кількості вітамінів С і В, магнію та марганцю.